# Dracophyllum lessonianum
Dracophyllum lessonianum är en ljungväxtart som beskrevs av Achille Richard. Dracophyllum lessonianum ingår i släktet Dracophyllum och familjen ljungväxter. Inga underarter finns listade i Catalogue of Life.